# Okinava
Okinava (沖縄本島 Okinawa-hontō) je največji otok iz skupine otokov Rjukju, ki je hkrati tudi samostojna prefektura Okinava. Glavno mesto na otoku je Naha. Otok zavzema površino 1201,03 km². Okinava je znana po karateju.
Med letoma 1945 in 1972 je bil otok pod ameriškim nadzorom kot posledica okupacije Japonske po drugi svetovni vojni. Kljub temu se še danes na otoku nahaja Kadena Air Base, kjer so nastanjeni pripadniki Oboroženih sil ZDA. 
Leta 1990 je na otoku živelo 1,22 milijona prebivalcev. Sam otok je nesorazmerno poseljen; medtem ko je severni del skoraj neposeljen, se večina prebivalstva nahaja na južnem delu.